# Hemieuxoa subfusca
Hemieuxoa subfusca là một loài bướm đêm trong họ Noctuidae.